# 여름이 끝날 무렵의 라트라비아타
《여름이 끝날 무렵의 라트라비아타》는 2024년에 공개된 대한민국의 영화이다. 김지영, 배수빈 등이 주연으로 출연하였다.

## 출연
- 김지영: 영희 역
- 배수빈: 준우 역
- 정영숙: 순자 역
- 윤지민: 리나 역
- 윤상정: 다미 역
- 배민준: 동규 역